# آنتاناندرنیتلو
آنتاناندرنیتلو (به لاتین: Antanandrenitelo) یک منطقهٔ مسکونی در ماداگاسکار است که در آنتسینانا دوم واقع شده‌است. آنتاناندرنیتلو unknown نفر جمعیت دارد و ۳۰۰ متر بالاتر از سطح دریا واقع شده‌است.